# Noli
Noli is een gemeente in de Italiaanse provincie Savona (regio Ligurië) en telt 2959 inwoners (31-12-2004). De oppervlakte bedraagt 9,6 km², de bevolkingsdichtheid is 325 inwoners per km².

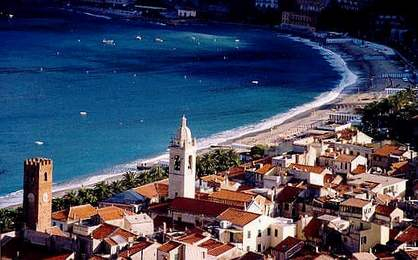
Noli
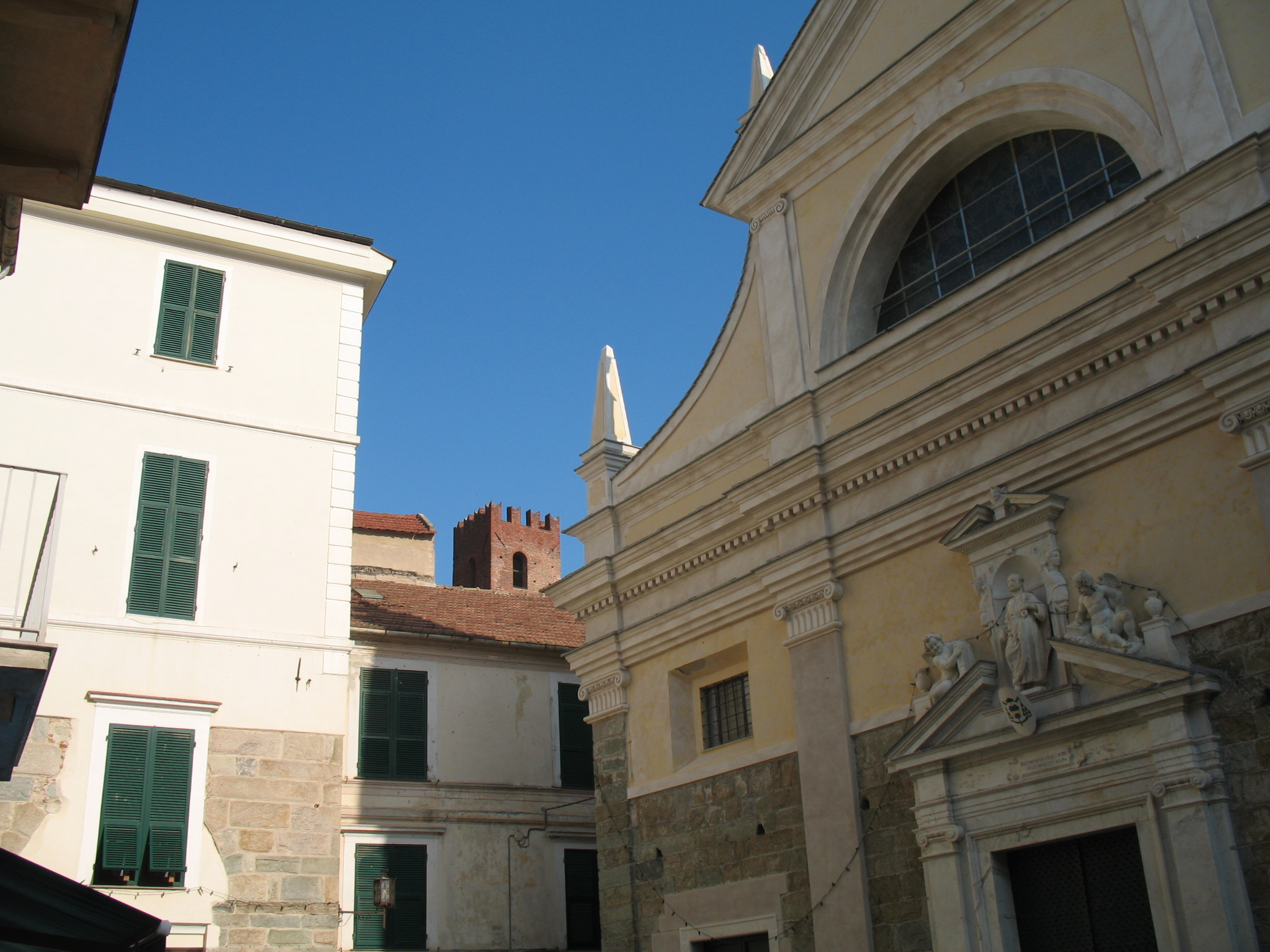
Straatje in het centrum van Noli
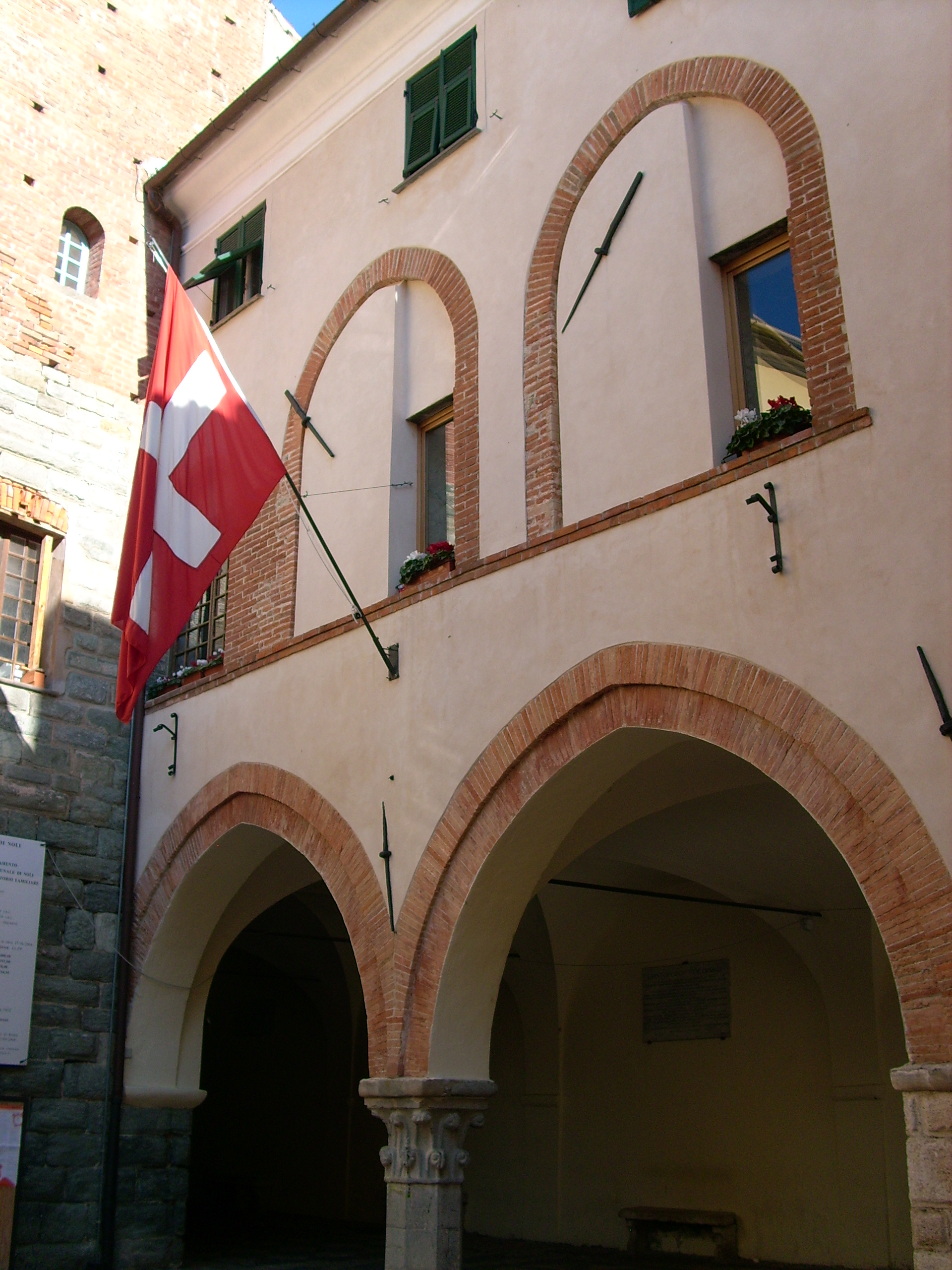
Palazzo della Repubblica
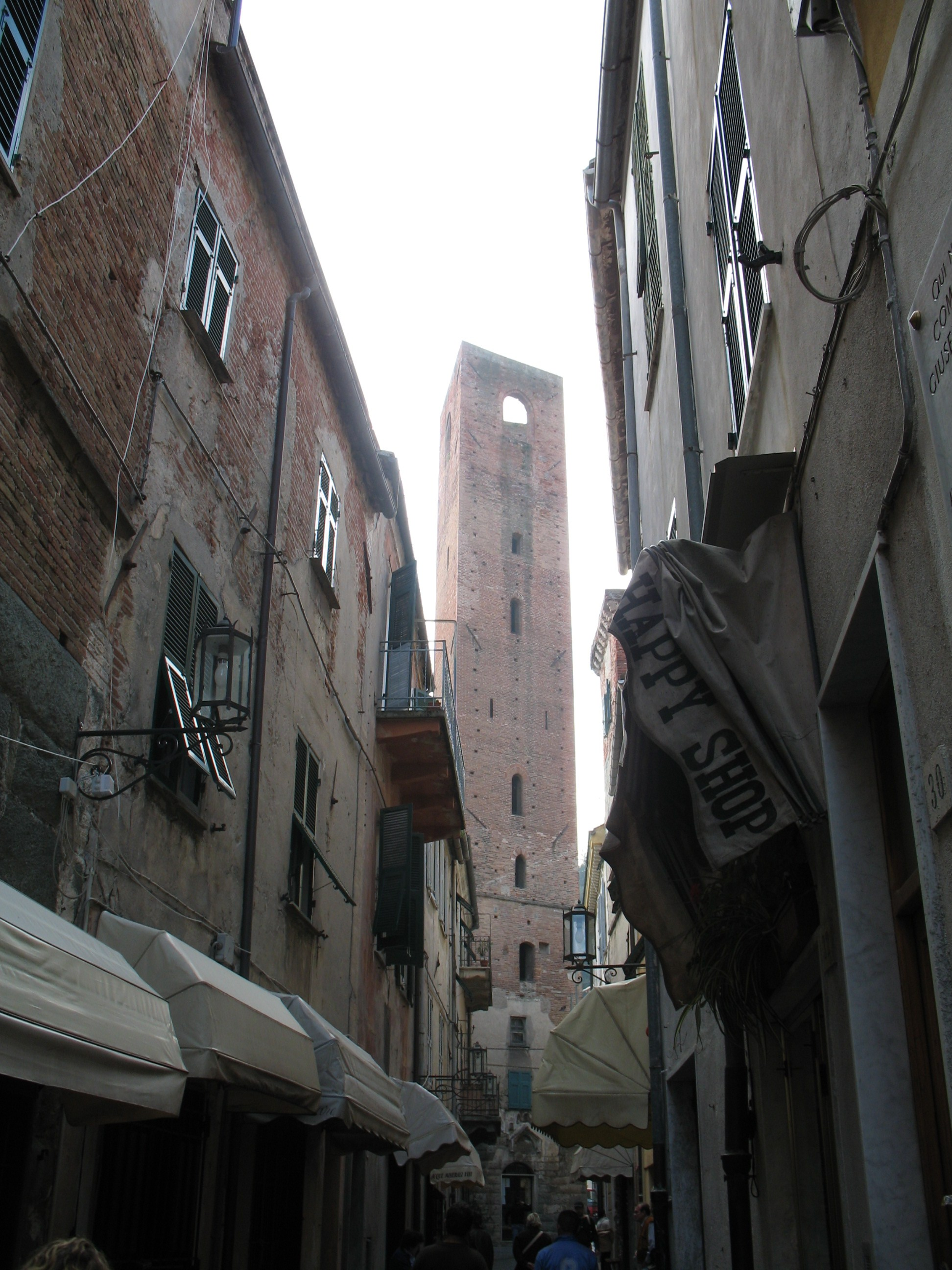
Strand van Noli

## Demografie
Noli telt ongeveer 1430 huishoudens. Het aantal inwoners daalde in de periode 1991-2001 met 1,7% volgens cijfers uit de tienjaarlijkse volkstellingen van ISTAT.
| Jaar | Inwoneraantal |
| ---- | ------------- |
| 1991 | 2997          |
| 2001 | 2946          |

## Geografie
De gemeente ligt op ongeveer 2 m boven zeeniveau.
Noli grenst aan de volgende gemeenten: Finale Ligure, Spotorno, Vezzi Portio.